# Манапський сільський округ
Мана́пський сільський округ (каз. Манап ауылдық округі, рос. Манапский сельский округ) — адміністративна одиниця у складі Жанакорганського району Кизилординської області Казахстану. Адміністративний центр — село Манап.
Населення — 1023 особи (2021; 1024 у 2009, 1081 у 1999, 1071 у 1989).
Станом на 1989 рік існувала Бесарицька сільська рада (села Старий Талап, Талап, селище Талап). Пізніше село Старий Талап та селище Талап — окремий Манапський сільський округ.

## Склад
До складу округу входять такі населені пункти:
| Населений пункт         | Колишні назви       | Населення, осіб (1989) | Населення, осіб (1999) | Населення, осіб (2009) | Населення, осіб (2021) |
| ----------------------- | ------------------- | ---------------------- | ---------------------- | ---------------------- | ---------------------- |
| Манап, село             | Старий Талап, Талап | 644                    | 614                    | 713                    | 576                    |
| Талап, станційне селище | Талап               | 427                    | 467                    | 311                    | 447                    |